# El Chadaille Bitshiabu
El Chadaille Bitshiabu (Villeneuve-Saint-Georges, 16 de maio de 2005) é um futebolista francês que atua como zagueiro. Atualmente, joga pelo RB Leipzig.

## Carreira

### Paris Saint-Germain
Bitshiabu foi formado nas categorias do US Saint-Denis e teve uma passagem pelo Boulogne-Billancourt antes de chegar à base doParis Saint-Germain em 2017. Começou a achar a atenção da mídia num torneio amistoso pela sua elevada estatura para sua idade.
Em 27 de julho de 2020, Bitshiabu assinou um contrato de aaspiração de três anos com o clube. Fez sua estreia na semana posterior em 5 de agosto, na vitória de 1–0 sobre o Sochaux num amistoso. Em 29 de julho de 2021, Bitshiabu assinou seu primeiro contrato com o PSG, com validade até junho de 2024. Ja a estreia oficial foi em 19 de dezembro de 2021, na vitória de 3–0 sobre o Feignies Aulnoye pela Copa da França. Tendo estreado com 16 anp e 213 dias, tornou-se o atakte mais jovem a estrear pelo clube em uma partida oficial, batendo o recorde de Kingsley Coman.
Em 28 de dezembro de 2022, iniciou sua primeira partida como titular na vitória sobre o Strasbourg, atuando como lateral-esquerdo no lugar do lesionado Juan Bernat. Depois do fim da partida, o então técnico do time Christophe Galtier avaliou o desempenho de Chadaille como muito bom. Em 8 de março de 2023, fez sua estreia pela Liga dos Campeões da UEFA na derrota de Bayern München no jogo de volta das oitavas de final, substituindo Nordi Mukiele no intervalo. Atuou os 90 minutos como titular no empate de 1–1 com Strasbourg na penúltima rodada da Ligue 1, que garantiu o 11º título nacional do clube parisiense.

### RB Leipzig
Em julho de 2023, Bitshiabu assinou com o RB Leipzig, clube da Bundesliga, em um contrato de cinco anos e recebeu a camisa número 5. O valor da transferência foi de 15 milhões de euros.[carece de fontes?]

## Seleção Francesa
Bitshiabu começou a ser chamado para as categorias de base em janeiro de 2020.
Em 2021, integrou o elenco dos convocados para representar o Sub-18 no Torneio Internacional de Limoges. Pelo Sub-17 em 2022, foi campeão com sua Seleção da Eurocopa Sub-17 ao bater os Países Baixos na final.

## Vida pessoal
Apesar de nascido na França, Bitshiabu tem ascendência congolesa.

## Estatísticas
Atualizadas até 3 de junho de 2023..
| Clubes                | Temporada         | Campeonato Nacional | Campeonato Nacional | Campeonato Nacional | Copa Nacional | Copa Nacional | Copa Nacional | Competições continentais | Competições continentais | Competições continentais | Outros torneios | Outros torneios | Outros torneios | Total | Total | Total   |
| Clubes                | Temporada         | Jogos               | Gols                | Assist.             | Jogos         | Gols          | Assist.       | Jogos                    | Gols                     | Assist.                  | Jogos           | Gols            | Assist.         | Jogos | Gols  | Assist. |
| --------------------- | ----------------- | ------------------- | ------------------- | ------------------- | ------------- | ------------- | ------------- | ------------------------ | ------------------------ | ------------------------ | --------------- | --------------- | --------------- | ----- | ----- | ------- |
| Paris Saint-Germain   | 2021–22           | 1                   | 0                   | 0                   | 2             | 0             | 0             | 0                        | 0                        | 0                        | 0               | 0               | 0               | 3     | 0     | 0       |
| Paris Saint-Germain   | Total             | 1                   | 0                   | 0                   | 4             | 0             | 0             | 0                        | 0                        | 0                        | 0               | 0               | 0               | 3     | 0     | 0       |
| Paris Saint-Germain B | 2021–22           | 3                   | 0                   | 0                   | —             | —             | —             | —                        | —                        | —                        | —               | —               | —               | 3     | 0     | 0       |
| Paris Saint-Germain B | Total             | 3                   | 0                   | 0                   | 0             | 0             | 0             | 0                        | 0                        | 0                        | 0               | 0               | 0               | 3     | 0     | 0       |
| Paris Saint-Germain   | 2022–23           | 13                  | 0                   | 0                   | 2             | 0             | 0             | 1                        | 0                        | 0                        | 0               | 0               | 0               | 16    | 0     | 0       |
| Paris Saint-Germain   | Total             | 13                  | 0                   | 0                   | 2             | 0             | 0             | 1                        | 0                        | 0                        | 0               | 0               | 0               | 16    | 0     | 0       |
| Total na carreira     | Total na carreira | 17                  | 0                   | 0                   | 4             | 0             | 0             | 1                        | 0                        | 0                        | 0               | 0               | 0               | 22    | 0     | 0       |

- a. ^ Jogos da Copa da França
- b. ^ Jogos da Liga dos Campeões da UEFA
- c. ^ Jogos do

## Titulos
Paris Saint-Germain
- Ligue 1: 2021–22, 2022–23

França Sub-17
- Campeonato Europeu de Futebol Sub-17: 2022